# Jonkanon
En jonkanon är en typ av fiktiva strålvapen som skjuter strålar av joner (partiklar, till exempel atomer som har manipulerats på så sätt att de fått en elektrisk laddning). Vapnet förekommer inom science fiction, till exempel Stjärnornas krig. Då dessa vapen är mycket kraftfulla brukar man klassificera dem som supervapen. En jonkanon är egentligen en slags 
partikelkanon fast dessa partiklar är joniserade. På grund av partiklarnas elektriska laddning har de förmågan att sätta elektroniska apparater, fordon och annat som har en elektrisk eller liknande drivkälla ur funktion. Inspirationen för denna effekt kommer troligtvis från den för elektronisk utrustning förödande elektromagnetiska puls som genereras av kärnvapendetonationer.
I Star Wars-universumet är jon- eller DEMP-vapen (Destructive Electro-Magnetic Pulse) ganska vanliga och förekommer i alla former från handhållna pistoler till rymdskeppskanoner. De används främst för att sätta elektriska system ur spel, till exempel fordon, droids och rymdskepp. Tornen på cockpiten till Y-Wing-fighter/bomber är jonvapen och i Rymdimperiet slår tillbaka använder Rebellalliansen en stor jonkanon på planeten Hoth för att rensa flyktvägen från planeten från Imperiets stjärnkryssare. Jawafolket använde ett jonvapen i Stjärnornas krig för att sätta R2-D2 ur spel.
I Command & Conquer-serien kan GDI-spelaren få tillgång till en satellit med en jonkanon. I början av serien kunde den bara förstöra enstaka byggnader men senare i spelserien blev den kraftigare då den förstör terrängen så att motspelaren inte kan bygga något där. I det tredje spelet blev den betydligt kraftigare, då den kan förstöra en grupp byggnader, men mot enheter är den fortfarande ineffektiv eftersom det tar en viss tid från det att spelare aktiverat vapnet tills explosion sker (cirka 10-15 sekunder). 
I TV serien Stargate SG-1 har den utomjordiska rasen Tollans jonkanoner för att försvara sin planet mot Goa'Uld. SG-1 försöker förhandla för att få en sådan kanon för att försvara jorden mot samma fiende utan resultat. Senare erbjuder Tollans SG-1 ritningarna till jonkanonerna, men senare visas det att Goa'Uld har hittat ett försvar mot dessa, så kanonerna är värdelösa.
Jonkanoner används i partikelfysikexperiment.